# キャヴァール
キャヴァール（ペルシア語: كوار, Kavār/Kaval）とは、イランのファールス州キャヴァール郡中央地区の都市で、地区と郡の中心都市に定められている。2016年当時の人口は31,711人、8,577世帯。